# Everything Is Illuminated
Everything is Illuminated, conocida para su distribución en España como Todo está iluminado y como Una vida iluminada en Hispanoamérica, es una película cuyo guion está basado en una adaptación de la primera novela del escritor estadounidense Jonathan Safran Foer, que fue publicada en el año 2002. La película fue rodada en el año 2005 por el director de cine Liev Schreiber e interpretada por Elijah Wood y Eugene Hütz. La película es narrada por Alex, uno de los protagonistas, en sucesivos capítulos que se van escribiendo a medida que la historia es presentada al espectador.

## Argumento
Todo está iluminado trata de un joven judío estadounidense, Jonathan Safran Foer (interpretado por Elijah Wood), cuyo nombre que coincide con el del autor de la novela que fundamenta el guion de la película, que además hace un cameo como empleado del cementerio. Se trata de un coleccionista de recuerdos familiares que se ve motivado a viajar a tierras ucranianas para buscar los orígenes de su familia, en concreto a una mujer, Augustine, que aparece en la foto que sostenía en la mano su abuelo al morir en su lecho. Según parece, Augustine le salvó la vida. La foto data de la época de la ocupación nazi de Trachimbrod que afectó a su familia en un shtetl («pequeña ciudad» en yiddish) cercana. Allí recibe la ayuda de dos guías turísticos muy particulares, Alexander Alex Perchov (interpretado por Eugene Hütz) y su abuelo (Boris Leskin), que junto a su perra agresiva que se llama Sammy Davis Jr. Jr. lo conducen en un coche destartalado que lleva un mensaje en el portaequipajes que reza: «Jewish Heritage Tours». Con él llegarán hasta la tierra natal de sus ancestros, viviendo por el camino sucesivas historias graciosas que van acercando a los personajes poco a poco a un mundo pasado, involucrándose progresivamente en lo ocurrido. El desenlace hace que los personajes queden unidos por la experiencia de lo vivido en la «rígida búsqueda», tal y como lo menciona Alex en off. El final de la historia desvela la razón del título original: «Todo está iluminado por la luz del pasado. Siempre está a nuestro lado, dentro, mirando hacia fuera».

## Reparto
- Jonathan Safran Foer: Elijah Wood
- Alex: Eugene Hütz
- Grandfather: Boris Leskin
- Lista: Laryssa Lauret
- Madre de Alex: Zuzana Hodkova
- Goatherder: Elias Bauer
- Miembro de la banda: Lemeshev
- Drummer: Pamela Racine
- Leaf Blower: Jonathan Safran Foer

## Banda sonora
La banda sonora de Todo está iluminado (en inglés: Everything Is Illuminated) no se desarrolla en una única  música de un autor, aunque se puede decir que predomina una mezcla de composiciones de Gogol Bordello (banda liderada por Eugene Hütz, quien interpreta a Alex en la película) y la banda ska punk rusa Leningrad. Aparecen composiciones del sencillo de DeVotchKa que protagoniza la escena del final ("How It Ends") y que aparece igualmente el tráiler promocional de la misma, aunque no sea la banda sonora oficial de la película.

## Crítica
American Chronicle la nombró  como una de las "películas raras que encapsulan la emoción del descubrimiento y el drama con humor", mientras que Time Out llamó "un debut increíble asegurado como director". Roger Ebert elogió la película y le dio tres estrellas y media de 4. 
La película pierde dinero en la taquilla, ya que nunca los ingresos brutos superaron incluso el reducido presupuesto de la producción. 

## Premios internacionales
- Liev Schreiber de 'Laterna Magica Prize' en la edición de 2005 del Festival de Venecia
- 2005: Premio Biografilm: Festival de Venecia : Liev Schreiber
- 2005: Mejor Guion: São Paulo International Film Festival : Liev Schreiber

- Datos: Q313659